# Derolus subaureus
Derolus subaureus es una especie de escarabajo longicornio del género Derolus, tribu Cerambycini, subfamilia Cerambycinae. Fue descrita científicamente por Jordan en 1894.

## Descripción
Mide 13-27 milímetros de longitud.

## Distribución
Se distribuye por Angola, Benín, Burkina Faso, Costa de Marfil, Etiopía, Gabón, Ghana, Kenia, Malaui, Malí, Namibia, Níger, República Centroafricana, República Democrática del Congo, República de Sudáfrica, Senegal, Somalia, Sudán, Togo y Zimbabue.